# Polyakovite-(Ce)
La polyakovite-(Ce) è un minerale.

## Etimologia
Il nome è in onore del mineralogista russo Vladislav Olegovich Polyakov (1950-1993), che ha dato contributi significativi alla mineralogia degli Urali.